# Dobrzec (województwo wielkopolskie)
Dobrzec – wieś w Polsce położona w województwie wielkopolskim, w powiecie ostrowskim, w gminie Sośnie, ok. 25 km na południowy zachód od Ostrowa. 
Przed 1932 rokiem miejscowość położona była w powiecie odolanowskim, w latach 1975-1998 w województwie kaliskim, w latach 1932–1975 i od 1999 w powiecie ostrowskim.
W okresie międzywojennym w miejscowości stacjonowała placówka Straży Granicznej I linii „Dobrzec”.